# Kettes szánkó az 1976. évi téli olimpiai játékokon
Az 1976. évi téli olimpiai játékokon a szánkó páros versenyszámát február 10-én rendezték Iglsben. Az aranyérmet a keletnémet Hans Rinn, Norbert Hahn összeállítású páros nyerte meg. A versenyszámban nem vett részt magyar páros.

## Eredmények
A verseny két futamból állt. A két futam időeredményének összessége határozta meg a végső sorrendet. Az időeredmények másodpercben értendők. A futamok legjobb időeredményei vastagbetűvel olvashatóak.
| Helyezés | Csapat                                                                | 1.            | 2.     | Össz.    | Különbség |
| -------- | --------------------------------------------------------------------- | ------------- | ------ | -------- | --------- |
| Arany    | NDK (GDR)-1 · Hans Rinn · Norbert Hahn                                | 42,773        | 42,831 | 1:25,604 |           |
| Ezüst    | NSZK (FRG)-1 · Hans Brandner · Balthasar Schwarm                      | 42,792        | 43,097 | 1:25,889 | + 0,285   |
| Bronz    | Ausztria (AUT)-1 · Rudolf Schmid · Franz Schachner                    | 42,997        | 42,922 | 1:25,919 | + 0,315   |
| 4.       | NSZK (FRG)-2 · Stefan Hölzlwimmer · Rudi Größwang                     | 43,205        | 43,033 | 1:26,238 | + 0,634   |
| 5.       | Ausztria (AUT)-2 · Manfred Schmid · Reinhold Sulzbacher               | 43,035        | 43,389 | 1:26,424 | + 0,820   |
| 6.       | Csehszlovákia (TCH) · Jindřich Zeman · Vladimír Resl                  | 43,315        | 43,511 | 1:26,826 | + 1,222   |
| 7.       | Olaszország (ITA)-1 · Karl Feichter · Ernst Haspinger                 | 43,853        | 43,318 | 1:27,171 | + 1,567   |
| 8.       | Szovjetunió (URS)-1 · Dainis Bremze · Aigars Krikis                   | 43,667        | 43,740 | 1:27,407 | + 1,803   |
| 9.       | Szovjetunió (URS)-2 · Rolands Upatnieks · Valdis Ķuzis                | 43,732        | 43,825 | 1:27,557 | + 1,953   |
| 10.      | Lengyelország (POL)-1 · Andrzej Żyła · Jan Kasielski                  | 43,748        | 43,989 | 1:27,737 | + 2,133   |
| 11.      | Olaszország (ITA)-2 · Paul Hildgartner · Walter Plaikner              | 43,781        | 44,058 | 1:27,839 | + 2,235   |
| 12.      | Lengyelország (POL)-2 · Mirosław Więckowski · Andrzej Kozik           | 44,025        | 43,977 | 1:28,002 | + 2,398   |
| 13.      | Norvégia (NOR)-1 · Asle Strand · Helge Svensen                        | 44,097        | 44,357 | 1:28,454 | + 2,850   |
| 14.      | Svédország (SWE) · Michael Gårdebäck · Nils Vinberg                   | 44,958        | 44,259 | 1:29,217 | + 3,613   |
| 15.      | Norvégia (NOR)-2 · Martin Ore · Eilif Nedberg                         | 44,744        | 44,534 | 1:29,278 | + 3,674   |
| 16.      | NDK (GDR)-2 · Bernd Hahn · Ulli Hahn                                  | 43,291        | 46,556 | 1:29,847 | + 4,243   |
| 17.      | Kanada (CAN)-1 · Larry Arbuthnot · Doug Hansen                        | 44,933        | 45,102 | 1:30,035 | + 4,431   |
| 18.      | Japán (JPN) · Icsikava Kazuaki · Ójagi Maszaaki                       | 45,176        | 45,407 | 1:30,583 | + 4,979   |
| 19.      | Liechtenstein (LIE) · Max Beck · Wolfgang Schädler                    | 45,517        | 45,272 | 1:30,789 | + 5,185   |
| 20.      | Nagy-Britannia (GBR)-1 · Jeremy Palmer-Tomkinson · Michel de Carvalho | 46,400        | 44,977 | 1:31,377 | + 5,773   |
| 21.      | Kínai Köztársaság (ROC) · Shieh Wei-Cheng · Huang Liu-Chong           | 45,745        | 45,633 | 1:31,378 | + 5,774   |
| 22.      | Kanada (CAN)-2 · David McComb · Michael Shragge                       | 45,421        | 46,169 | 1:31,590 | + 5,986   |
| 23.      | Egyesült Államok (USA)-1 · Robert Berkley · Richard Cavanaugh         | 46,455        | 45,554 | 1:32,009 | + 6,405   |
| 24.      | Egyesült Államok (USA)-2 · James Moriarty · John Fee                  | 46,075        | 45,965 | 1:32,040 | + 6,436   |
| –        | Nagy-Britannia (GBR)-2 · Richard Liversedge · Russell Tapp            | nem ért célba | –      | –        |           |